# 畠山晴満
畠山 晴満（はたけやま はるみつ）は、戦国時代の武将、守護大名。河内国守護。畠山尾州家当主。通称の畠山 弥九郎（はたけやま やくろう）の名でも知られる。

## 生涯

### 家督継承と出自
将軍・足利義晴より偏諱を受け、晴満と名乗った。
政長流畠山氏（尾州家）では、天文3年（1534年）、細川晴元との対立を続ける畠山稙長が重臣・遊佐長教により紀伊国に放逐されると、弟の長経が擁立されて家督を継ぎ、天文5年（1536年）にはその弟の晴熙が当主の地位を継いでいた。
天文7年（1538年）7月4日、晴満が「屋形」として高屋城に入城し、同年8月26日には幕府から家督継承を承認された。これに対して晴熙は同年7月、抵抗することなく「高屋方屋形」を辞退しており、また幕府から家督継承を承認されたとする史料もないことから、晴熙は正式な家督継承者が現れるまでのつなぎであった可能性がある。
晴満の出自については、『天文日記』天文7年（1538年）7月4日条の記述から晴満の母方の伯父が「典厩」と呼ばれることしか分かっておらず、系図類や軍記物にもその姿がないことから、政長流畠山氏における晴満の位置付けは不明である。
弓倉弘年は、伯父の「典厩」を細川典厩（澄賢か）とし、細川氏の縁者となる晴満を細川晴元政権にとって都合のいい人物だったと推測。義就流畠山氏（総州家）の実権を握る木沢長政が細川晴元の被官であることと合わせて考えると、晴満が晴元政権により送り込まれた可能性も高いとしている。
一方、川口成人は、畠山国清を祖とする畠山右馬頭（典厩）家が存在していたことを指摘し、天文7年（1538年）7月4日時点で細川典厩家に典厩を名乗る人物がいないことなどから、その頃、右馬頭を名乗る畠山長継を晴満の母方の伯父としている。
政長流の河内守護代・遊佐長教は、主君・畠山稙長の更迭などで義就流の木沢長政らとの和睦を図っていたと考えられる。天文7年（1538年）に幕府公認のもとで晴満が家督を継承したのに伴い和睦が成立したとみられ、木沢長政が支える義就流の畠山在氏と遊佐長教が支える政長流の晴満が協調しながら河内国を治める半国守護体制が築かれることとなった。

### 没落
天文10年（1541年）、木沢長政が反乱を起こし幕府に「御敵」に付されると、将軍・義晴は長政討伐に挙兵するであろう紀伊の畠山稙長に対し、晴満と和解するよう御内書を発給する。
天文11年（1542年）2月、稙長は晴満との和解を拒否して兵を挙げた。晴満は反木沢の立場を主張して身の安全を確保しようとした様子がうかがえるが、義晴は稙長を味方にするため、3月9日、晴満を「御敵」に付し、晴満は京都から木沢方の城へ入ることとなった。
その後、3月17日には太平寺の戦いで木沢長政が討死し、翌天文12年（1543年）1月には飯盛山城から畠山在氏が退去しているが、晴満の消息は不明である。
晴満の没落後、遊佐長教と和睦した稙長が政長流の家督に正式に復帰し、また義就流の在氏も木沢長政とともに没落したため、河内国は稙長の下に統一されることとなった。